# Malle
Malle là một đô thị ở vùng Campine, tỉnh Antwerp. Đô thị này gồm các thị trấn Oostmalle và Westmalle. Tại thời điểm ngày 1 tháng 1 năm 2006, Malle có dân số 14.,083 người. Tổng diện tích là 51,99 km² với mật độ dân số là 271 người trên mỗi km².